# Spasca, Storojineț
Spasca (în ucraineană Спаська, transliterat: Spaska) este un sat în raionul Storojineț din regiunea Cernăuți (Ucraina), depinzând administrativ de comuna Mihalcea. Are 775 locuitori, preponderent ucraineni.
Satul este situat la o altitudine de 394 metri, în partea de nord-est a raionului Storojineț.

## Istorie
Localitatea Spasca a făcut parte încă de la înființare din regiunea istorică Bucovina a Principatului Moldovei.
După anexarea Bucovinei de către Imperiul Habsburgic în anul 1775, localitatea Spasca a făcut parte din Ducatul Bucovinei, guvernat de către austrieci. După Unirea Bucovinei cu România la 28 noiembrie 1918, satul Spasca a făcut parte din componența României, în Plasa Cosminului a județului Cernăuți.
Ca urmare a Pactului Ribbentrop-Molotov (1939), Bucovina de Nord a fost anexată de către URSS la 28 iunie 1940, reintrând în componența României în perioada 1941-1944. Bucovina de Nord a fost reocupată de către URSS în anul 1944 și integrată în componența RSS Ucrainene. 
Începând din anul 1991, satul Spasca face parte din raionul Storojineț al regiunii Cernăuți din cadrul Ucrainei independente. Conform recensământului din 1989, numărul locuitorilor care s-au declarat români plus moldoveni era de 6 (1+5), adică 0,76% din populația localității . În prezent, satul are 775 locuitori, preponderent ucraineni.

## Populație
1989: 790 (recensământ)
2007: 775 (estimare)